# Вікінгур (Рейк'явік)
«Вікінгур» (ісл. Víkingur) — ісландський футбольний клуб із Рейк'явіка, заснований 1908 року.

## Історія
Упродовж перших 10-ти років свого існування клуб програв лише один матч. В той період «Вікінгур» забив 58 голів, пропустивши 16. При цьому клуб не здобув жодного титулу, оскільки не був професіональним. Цей статус «Вікінгур» одержав 1918 року, коли вперше взяв участь у чемпіонаті Ісландії.
«Вікінгур» виступав у найвищій лізі 2011 року та вилетів до першого дивізіону через гол, пропущений на 90-й хвилині останньої гри.
Хоча фанів у клубу небагато, існує фан-клуб «Вікінгура» в Дубліні (Ірландія), під назвою «Jerry Palmer's Barmy Army», названий на честь колишнього бомбардира команди англійця Джермена Палмера.

## Склад команди
Станом на 29 квітня 2025
В даному списку представлені лише ті гравці, про яких існує стаття в українській Вікіпедії.

| №  | Поз. | Нац.              | Гравець               |
| -- | ---- | ----------------- | --------------------- |
| 1  | ВР   | Ісландія          | Інгвар Йоунссон       |
| 5  | ЗХ   | Ісландія          | Йоун Гвюдні Фйоулюсон |
| 6  | ПЗ   | Фарерські острови | Гуннар Ватнгамар      |
| 8  | ПЗ   | Ісландія          | Віктор Андрасон       |
| 11 | ПЗ   | Ісландія          | Даніель Хафштайнссон  |
| 15 | ЗХ   | Ісландія          | Роберт Торкельссон    |

| №  | Поз. | Нац.     | Гравець                  |
| -- | ---- | -------- | ------------------------ |
| 21 | ПЗ   | Ісландія | Арон Еліс Траундарсон    |
| 23 | НП   | Данія    | Ніколай Гансен (капітан) |
| 25 | НП   | Ісландія | Валдімар Інгімундарсон   |
| 27 | НП   | Ісландія | Маттіас Вільямссон       |
| 32 | ПЗ   | Ісландія | Гільві Сігюрдссон        |

## Досягнення
Чемпіонат Ісландії
- Чемпіон (7): 1920, 1924, 1981, 1982, 1991, 2021, 2023

Перший дивізіон
- Переможець (5): 1969, 1971, 1973, 1987, 2010

Кубок Ісландії
- Володар кубка (5): 1971, 2019, 2021, 2022, 2023

Суперкубок
- Володар кубка (4): 1982, 1983, 2022, 2024

## Виступи в єврокубках
| Сезон   | Турнір                       | Раунд | Суперник      | Вдома | На визді | Заг. рахунок |
| ------- | ---------------------------- | ----- | ------------- | ----- | -------- | ------------ |
| 1972–73 | Кубок володарів кубків УЄФА  | 1Р    | Легія         | 0–2   | 0–9      | 0–11         |
| 1981–82 | Кубок УЄФА                   | 1Р    | Бордо         | 0–4   | 0–4      | 0–8          |
| 1982–83 | Кубок європейських чемпіонів | 1Р    | Реал Сосьєдад | 0–1   | 2–3      | 2–4          |
| 1983–84 | Кубок європейських чемпіонів | 1Р    | Дьєр          | 0–2   | 1–2      | 1–4          |
| 1992–93 | Ліга чемпіонів УЄФА          | 1Р    | ЦСКА          | 0–1   | 2–4      | 2–5          |
| 2015–16 | Ліга Європи УЄФА             | 1К    | Копер         | 0–1   | 2–2      | 2–3          |
| 2020–21 | Ліга Європи УЄФА             | 1К    | Олімпія       | Н/Д   | 1–2 дч   | Н/Д          |
| 2022–23 | Ліга чемпіонів УЄФА          | ПР    | ФКІ Левадія   | 6–1   | 6–1      | 6–1          |
| 2022–23 | Ліга чемпіонів УЄФА          | ПР    | Інтер         | 1–0   | 1–0      | 1–0          |
| 2022–23 | Ліга чемпіонів УЄФА          | 1К    | Мальме        | 3–3   | 2–3      | 5–6          |
| 2022–23 | Ліга конференцій УЄФА        | 2К    | Нью-Сейнтс    | 2–0   | 0−0      | 2−0          |
| 2022–23 | Ліга конференцій УЄФА        | 3К    | Лех           | 1–0   | 1–4 дч   | 2–4          |

Примітки:
- 1Р: Перший раунд
- 1К: Перший кваліфікаційний раунд
- ПР: Попередній раунд